# طالب آملی
محمد طالب آملی (زادهٔ ۹۹۴ در آمل – درگذشتهٔ ۱۰۳۶ هجری قمری در لاهور) از شاعران بزرگ پارسی و طبری سرا سدهٔ یازدهم قمری است.
او در ریاضیات، اخترشناسی، حکمت و عرفان دستی قوی داشته یکی از تواناترین شاعران سبک هندی است.
طالب آملی در ایران کمتر از شاعران بزرگ دیگر مورد توجه قرار گرفته‌است و خود نیز در زمان حیات در غربت به سر می‌برد و از این رو او را شاعری مظلوم و غم دیده می‌نامند.طالب آملی پس از شاعرانی چون فردوسی و خیام، سومین شاعر از نظر تعداد ابیات شعری در میان شاعران ایرانی لقب گرفته‌است.

## زندگی
محمد آملی متخلص به طالب در سال ۹۹۴ قمری در کرچک‌لاریجانی آمل به دنیا آمد. وی در شعرش بارها اشاره کرده‌است که روستازاده‌است. طالب یکی از دردمندترین شاعران سبک هندی است.
پدر طالب از نظر وضع مادی دارای شأن و شوکتی بود بنا به منظومه طالبا، پدر طالب صاحب املاک و اموال فراوانی بود و از نظر مادی در جایگاه بالایی قرار داشت. پدر طالب از همسر اول خود دارای دو فرزند به نام‌های ستی النساء بیگم و سید محمد بوده که در همان اوان جوانی همسرش دارفانی را وداع کرده‌است و از همسر دوم خود نیز فرزندی به نام سید علی یا سبز علی داشته‌است.
طالب آملی در طول چهار سال تحصیل در مکتب علاوه بر حفظ قرآن، در علوم متداول آن زمان مانند سیاق و هندسه، فقه، هیئت، عروض، ادبیات عرب، شعر و حکمت را یادمی‌گیرد. او همچنین استادی مسلم در نوشتن انواع خطوط ایرانی شد که او را سرآمد اقران می‌کند.
| پا بر دومین پایهٔ اوج عشراتم      |  | و اینک عدد فنم از آلاف زیاد است    |
| بر هندسه و منطق و بر هیئت و حکمت |  | دستی است مرا کَش ید بیضا ز عباد است |
| در سلسلهٔ وصف خط این پس که ز کلکم |  | هر نقطه سویدای دل اهل سواد است     |

طالب خیلی زود و در آغاز جوانی به شهرت رسید. در سال ۱۰۱۰ از مازندران کوچ کرد و به کاشان و اصفهان سفر نمود و از آن‌جا به مشهد رفت و آن‌گاه به قندهار کوچ کرد و در سال ۱۰۱۷ از آن‌جا راه هندوستان در پیش گرفت و برای همیشه ترک وطن نمود.
در هندوستان به شاگردی میرزا غازی بیک وقاری پرداخت. پس از ورود به دربار گورکانیان، در مدح جهانگیرشاه و اعتمادالدولهٔ وزیر و نورجهان بیگم و میرزا غازی بیگ قصاید غرایی می‌سرود. از آن‌جایی که طالب در انواع شعر استاد بود و از طرفی علوم زمانش را خوب می‌دانست در سال ۱۰۲۸ به مرتبهٔ ملک‌الشعرایی دربار گورکانیان ارتقا یافت.
هنگامی که عزم سفر از هند به قندهار کرده سروده‌است:
| نگاران لاهور و خوبان دهلی     |  | بدل کرده بودند پیوند جانم     |
| گره بسته بودند هر یک به نوعی  |  | سر رشتهٔ جان به مویی میانم     |
| یکی چهره سودی به چشم رکابم    |  | یکی بوسه دادی به زلف عنانم    |
| نشاندی یکی در بغل یاسمینم     |  | نهادی یکی در دهان برگ پانم    |
| غزالان مُلتان به نیرنگ‌سازی     |  | که بندند از غمزه دست و دهانم  |
| نگاران سرهند در نقش‌بندی       |  | که سازند دل غرق خون، نافه‌سانم |
| من از جمله چون نکهت گل گریزان |  | که خود را به بزم همایون رسانم |

وقتی طالب را حکم ریش تراشیدن شد وی قطعه‌ای گفته به عرض رسانید و ریش خود را محفوظ داشت:
| سفر می‌کنم صاحبا ورنه من       |  | چه سر بلکه گردن تراشیدمی |
| به ناخن، نه با تیغ از روی خود |  | من این مشت سوزن تراشیدمی |
| سر و ریش و ابرو، بروت و مژه   |  | به رسم برهمن تراشیدمی    |
| ازو این گیاه خداکِشته را       |  | نه از بهر خرمن تراشیدمی  |
| که سنبل چو آرایش دامن است     |  | پی زیب دامن تراشیدمی     |

پس از هشت سال در کمال عزت و احترام ظاهراً بر اثر مصرف افیون دچار اختلال حواس گردید. با این وجود، محمد طاهری شهاب در مقدمهٔ کلیات اشعار طالب آملی معتقد است با استناد به اشعار طالب، انتساب اختلال و جنون به او صحیح نیست بلکه از طعن حسودان زمانه آگاهانه به این کار دست زد. در نهایت طالب در سال ۱۰۳۵ یا ۱۰۳۶ در هندوستان در گذشت.
طالب در هندوستان ازدواج کرد که حاصل این ازدواجش دو دختر بود که بعد از مرگش خواهر او، ستی نسا، سرپرستی برادرزاده‌هایش را به عهده گرفت و آن‌ها را سر و سامان داد. ستی نسا که برای دیدار برادر خود به هندوستان رفته بود و زنی با کمال و ادب بود و در طبابت و تدبیر منزل‌آگاهی داشت، به دربار گورکانیان راه یافت و همان‌جا ازدواج کرد و تا پایان عمر همان‌جا ماند.

## سرگذشت و سفرها
- خروج طالب از آمل

بنا به منظومه طالبا، طالب و زهره پس از اینکه پای قادر به ماجرای عشقی آن‌ها کشیده شد هم قسم شدند که با هم ازدواج کنند از طرفی چون طالب مکنت مالی و اجتماعی قادر را دارا نبود سعی کرد تا از توان شاعری خویش نهایت بهره را ببرد پس آمل را به سوی کاشان ترک کرد. میرزا محمدشفیع و میرزا ابوالقاسم هر دو ممدوحین طالب از لحاظ بذل و بخشش کاملاً خسیس بودند و به همین جهت طالب به واسطه تنگی معیشت در سنه ۱۰۱۰ هجری قمری که ۳۰ ساله بود از آمل یا قصبه‌ای که خانواده اش در آنجا بودند برای ادامه زندگی به کاشان رفت.
- ورود طالب به کاشان

طالب برای اینکه بتواند هرچه زودتر مدارج ترقی را بپیماید راه کاشان را در پیش گرفت که اقوام مادری اش در آنجا مردمانی سرشناس بودند. از شمار خویشان مادری طالب، مشهورتر از همه، شوهر خاله او حکیم نظام الدین علی کاشی، پزشک دربار تهماسب یکم صفوی (۹۳۰–۹۸۴ هجری قمری) و محمد خدابنده (۹۸۵ – ۹۹۶ هجری قمری) بود. حکیم رکنای مسیح، پسرخاله طالب و فرزند همین نظام الدین علی است که از شاعران مشهور دورة صفوی به‌شمار می‌رود، رکنا رابطه‌ای بسیار نزدیک با طالب داشت و در برخی سفرهای او در هند همراهش بود. برادر رکنا، نصیرای کاشی نیز، ستی النساء خواهر طالب را به زنی داشت.
- برگشتن طالب به آمل و خیانت زهره

بنا به منظومه طالبا، زهره نشان طالب را در هند می‌یابد، طالب در هنگام ورود به آمل، زهره را در لباس عروسی در کنار قادر می‌بیند که این امر باعث حیرانی و سرگردانی طالب می‌شود.
- خروج طالب برای همیشه از آمل

طالب پس از آنکه با بی وفایی زهره روبرو شد دیگر تحمل ماندن نداشت و آمل را برای همیشه ترک کرد. هرچند دلش را در آمل جای نهاد، جسمش را از آمل به سوی مرو کوچاند.
- سفر طالب به مشهد و مرو

طالب آملی پس از خروج از آمل جهت زیارت امام هشتم علی بن موسی الرضا عازم مشهد می‌شود. طالب پس از زیارت حرم علی بن موسی الرضا به سوی مرو می‌رود که در آن جا ملکش خان از طرف شاه عباس صفوی حاکم بود، طالب در دربار ملکش خان راه یافته، قصایدی در مدح او سروده و دو سال در خدمت او اقامت گزید و ملکش خان هم در قدردانی او تقصیر نکرد و طالب را تشویق نمود.
- خروج طالب از مرو

طالب آملی پس از اینکه دو سال در کنار بکتش خان به سر برد طی یک مثنوی در بحر خسرو و شیرین از حاکم مرو اجازه می‌خواهد که برای دیدار اقوام خود از مرو خارج گرددو کتش خان اجازه خروج طالب از مرو را صادر کرد اما طالب به جای رفتن به مازندران راهی دیار هند شد.
- آغاز سفر به هند

طالب آملی پس از اینکه وارد هند گردید دچار مشکلات عدیده‌ای شد. از قراین معلوم می‌شود که طالب در اول ورود به هند چندان روی کامیابی ندید و از این جهت در بلاد مشهور هند به تلاش معاش افتاده دهلی، ملتان، سرهند را سیر کرده، چنان‌که از این‌جاها نام می‌برد و به تخصیص لاهور که بیشتر از شهرهای دگر خوش آیند و مقبول خاطرش گردید و قصیده‌ای در تعریف آن دارد.
- ورود به قندهار

طالب آملی پس از آنکه مدتی را در شهرهای مختلف هند به سیر و سیاحت مشغول بود ستاره بخت خویش را در دربار میرزا غازی جستجو کرده و دوباره از لاهور به سمت قندهار رفت.
- ورود به گجرات

طالب آملی پس از مرگ غازی خان دوباره به شهرهای مختلف سفر کرد و با دعوت دربار به دربار قلیچ خان وارد شود. در مجموع قلیچ خان در احترام به طالب کوتاهی نکرد.
- اعتمادالدوله همراه طالب

اعتمادالدوله پس از دریافت نامه از شاپور تهرانی بلافاصله طالب آملی را تحت حمایت خویش قرار داد. در دیوان طالب آملی قصاید، ترکیب بندها، مثنوی و غزل و رباعی بسیاری در مدح اعتمادالدوله موجود است که نشانی از ایام خوش طالب در هند می‌باشد. اعتمادالدوله نیز در تربیت طالب از هیچ کوششی فروگذار نکرد و توانست در فرصتی مناسب که جهانگیر پادشاه هند در یک سفر تفریحی به شکار رفته بود طالب آملی را به حضور پادشاه برساند. طالب آملی نیز در قصیده‌ای که در مدح جهانگیر پادشاه هند و وصف شکار جرگه سروده بود با قدرت جادویی ابیات خویش توانست در جرگه شاعران دربار جهانگیر حضور پیدا کند.
- ملک الشعرایی طالب آملی

در اکثر تذکره‌ها یی که دربارهٔ طالب آملی مطالبی نوشته‌اند همگی اذعان دارند که در سال ۱۰۲۵ هجری قمری با پایمردی و وساطت میرزا غیاث بیک اعتمادالدوله، طالب در جرگه شاعران دربار جهانگیر درآمد و توانست در مدت کوتاهی پله‌های ترقی را یکایک طی نماید. طالب آملی برای بدست آوردن منصب ملک الشعرایی دربار جهانگیر تمام تلاش خود را بکار بست تا هنر سخن سرایی شاعران ایرانی را به تماشا بگذارد و همگان شیفه سروده‌های او شدند و بالاخره آفتاب طالع طالب آملی در سال ۱۰۲۸ هجری قمری درخشیدن گرفت و بر آسمان ادبیات فارسی نور افشانی کرد.
- ورود ستی النساء بیگم به هند

ستی النساء پس از آنکه برادرش طالب که از مادر از او جدا بود، به دنبال شور شاعری و جذبه جهانگردی راهی اصفهان و از آن پس رهسپار هندوستان شد، به سبب پیوند مهر آیینی که به برادر داشت دیگر ماندن در زادگاه خود را نتوانست و در سال ۱۰۲۸ ه‍.ق به هنگامی که طالب در مقام ملک الشعرایی دربار در رکاب جهانگیرشاه، پادشاه فرهنگ دوست هند به سیاحت کشمیر مشغول بود، وارد آگره شد.
- ازدواج طالب

طالب آملی پس از آنکه خواهرش ستی النساء بیگم در هند به حرمسرای شاهی وارد از او خواست تا همسری مناسب برای او بیابد امّا ظاهراً خواهرش نتوانست که همسری شایسته برای طالب بیابد. طالب آملی پس از مدتی قطعه‌ای در مدح ملکه نورجهان انشاء می‌نماید و از ایشان استدعا می‌نماید تا همسری برایش انتخاب نماید. در حواشی کلمات الشعرا تألیف سرخوش نوشته شده‌است که طالب آملی داماد شیخ حاتم از امرای جهانگیر بوده‌است. حاصل این ازدواج ۲ فرزند دختر بود که بعدها دختر بزرگتر به عقد عاقل خان و دختر کوچکتر به عقد ضیاء الدین معروف به رحمت خان پسر حکیم قطبا برادر حکیم رکنا درآمد.

## شعر
طالب آملی یکی از شاعران مشهور پارسی در سدهٔ یازدهم هجری در سبک هندی بود. ابتدا در شعر «آشوب» تخلص می‌کرد ولی بعداً تخلصش را به «طالب» تغییر داد.

## در گفتارها
- صائب تبریزی در وصف او این گونه سروده‌است:

| به طرز تازه قسم یاد می‌کنم صائب          |  | که جای طالب آمل در اصفهان خالیست        |
| هر که چون صائب به طرز تازه دیرین آشناست |  | دم بذو عندلیب باغ آمل می‌زند             |
| طالب آمل گذشت و طبعها افسرده شد         |  | یکی بوسه دادی به زلف عنانم              |
| برنیامد شور صائب از شکر زار سخن         |  | تا زبان طوطی خوش حرف آمل بسته‌اند        |
| ز طرز تازه صائب داغ سازم نکته سنجان را  |  | عجب دارم کز آمل چون تو خوش گفتار برخیزد |
| در سخن از عرفی و طالب ندارد کوتهی       |  | عیب صائب این بود کز زمرة اسلاف نیست     |
| جواب آن غزل طالبست این صائب             |  | کزوست روی سخن گستران ایران سخن          |

- ملک الشعرا بهار در سبک‌شناسی، طالب را از شاعرانی دانسته‌اند که در دوره انحطاط ادبی خوش درخشیدند و نگذاشتند آتش تابناک شعر پارسی رو به خاموشی گذارد و در این مورد مرقوم داشته‌اند شعر قدری نامرغوب شد ولی نه چنان است که شهرت دارد، بلکه شاعرانی مانند فغانی و هلالی و طالب آملی و صائب تبریزی و کلیم کاشانی و … پیدا شدند که امروز ایران از داشتن نظیر هر یک محروم است (سبک‌شناسی، نشر امیرکبیر، جلد سوم، چاپ سوم، ۱۳۴۹: صفحات ۲۵۴–۲۵۵). از شاگردان بهار خاطراتی نقل شده‌است که شدت علاقه بهار را به طالب می‌رساند.
- غزل زیر از یکی آثار معروف طالب آملی است؛ محمد طاهری (شهاب) مصحح دیوان طالب بالای این غزل نوشته‌است: این غزل حاوی مضمون‌های پرعواطف و از امّهات غزلیات شیوای طالب می‌باشد (کلیات اشعار طالب آملی، تصحیح طاهری شهاب، کتابخانهٔ سنایی، ۱۳۴۶: صفحات ۴۶۶–۴۶۷).

| ز گریه شام و سحر چند دیده تر ماند |  | دعا کنیم که نه شام و نی سحر ماند |
| زغارت چمنت بر بهار منتهاست        |  | که گل بدست تو از شاخ تازه‌تر ماند |
| دو زلف یار بهم آنقدر نمی‌ماند      |  | که روز ما و شب ما بیکدیگر ماند   |
| نهاده‌ای به جگر داغ عشق و می‌ترسم   |  | جگر نماند و این داغ بر جگر ماند  |
| کنید داخل اجزای نوشداروی ما       |  | هر آن گیاه که برگش به نیشتر ماند |
| برای عزت مکتوب او بدست آرید       |  | فرشته‌ای که بمرغان نامه بر ماند   |
| ز شهد خامة طالب چو لب کنم شیرین   |  | دو هفته در دهنم طعم نیشکر ماند   |

## آثار
مجموعه اشعار طالب به گفتهٔ محمد طاهری شهاب شامل ۲۲۹۸۸ بیت شعر در قالب‌های قصیده، ترکیب‌بند، ترجیع‌بند، مثنوی، قطعه، غزل، رباعی و مفردات به مازنی و فارسی است. او یکی از شاعران تأثیرگذار و صاحب‌سبک زمان خود بود که به گفتهٔ خودش به روش تازه شعر می‌گفت.
کلیات اشعار طالب آملی تاکنون یک بار در ایران منتشر شده‌است:
- کلیات ملک‌الشعراء طالب آملی، به اهتمام و تصحیح و تحشیهٔ محمد طاهری شهاب، تهران: انتشارات سنایی، ۱۳۴۶[۲۸]
- گزیده غزلیات طالب آملی، حمید حمزه نژاد
- شاعر هنرمندی که شایسته این فراموشی نیست: زندگی‌نامه و کارنامه ادبی طالب آملی، فرامرز گودرزی

## نمونه شعر
| کنون کز مو به مویم اضطراب تازه می‌ریزد |  | نسیمی گر وزد اوراقم از شیرازه می‌ریزد    |
| لب عیشم به هر عمری نوایی می‌زند اما    |  | زبان شیونم هردم هزار آوازه می‌ریزد       |
| دلی دارم که در آغوش مرهم زخم ناسورش   |  | نمک می‌گوید و خمیازه بر خمیازه می‌ریزد    |
| عجب گر نقشبندی‌های صبر ما درست آید     |  | که عشق این طرح بی‌پرگار، بی‌اندازه می‌ریزد |

| ما به استقبال غم کشور به کشور می‌رویم    |  | چون ز پا محروم می‌مانیم با سر می‌رویم |
| صد ره این ره رفته‌ایم و بار دیگر می‌رویم  |  | العطش‌گویان به استقبال ساغر می‌رویم   |
| چون به پا رفتن میسر نیست ما را سوی دوست |  | نامه می‌گردیم و با بالِ کبوتر می‌رویم  |

| اگرچه تیغ اجل بی‌گنه فراوان کشت    |  | خدنگ ناز تو هردم هزارچندان کشت      |
| چمن ز نوحه بیاسا که حشر نزدیک است |  | بهار زنده کند هرکه را زمستان کشت    |
| به خاک رقص‌کنان می‌روم که غمزهٔ دوست |  | اگرچه کشت مرا، همچو صبحْ خندان کشت   |
| شهیدِ زهر نی‌ام کان سپهر خِضْرْلباس    |  | مرا به تیغ تو، یعنی به آب حیوان کشت |
| به حرف تلخ زبان از پی فسردن مهر   |  | مساز رنجه که آتش به زهر نتوان کشت   |
| به خواب کشته فلک عاجزی چو طالب را |  | گمانْشْ این‌که مگر رستمی به میدان کشت  |

| چون هوس بیهوش‌دارو در مِی افسون کند       |  | ناف لیلی را بلورین ساغر مجنون کند      |
| آهم از دل تا فلک صد عمر طی کرد و هنوز   |  | قدسیان چون طره‌اش بویند بوی خون کند     |
| نامهٔ حسرت بر این نامحرمان مگشا مباد     |  | جذب الماس نظرها غارت مضمون کند         |
| شوق اگر این‌ست، این زودآ که جذب گریه‌ام   |  | دیدهٔ دریای دل را سینهٔ هامون کند        |
| سایه در آغوش، آن نخلم که طبع نکته‌سنج    |  | نکته را در دل به یاد قامتش موزون کند   |
| مهر بر لب، قفل بر مژگان‌زدن، طالب چه سود |  | آن جگر پرخون نماید و ین جنون افزون کند |

| دل نقدِ جان به خاکِ درِ دلسِتان سپُرد |  | بوسید آستانْشْ وَ با بوسه جان سپرد    |
| اندوه عشق بر در غمخانهٔ دلم       |  | قفلی زد و کلید به دست فغان سپرد    |
| مست آمدم به سیر چمن، ناگهان نسیم |  | رنگ از رُخَم ربود و به برگ خزان سپرد |

## حضور در فرهنگ عامه

### طالب آملی و طالبا
سرگذشت «طالب و زهره» که منتسب به طالب آملی است، روایت‌های گوناگونی دارد:
طالب شاعر جوان عاشق‌پیشه، هر از گاهی با نامه‌ای، شعری، پیامی، دیداری، معشوق خود را عشق خود واقف می‌کند. در دیوان طالب آملی غزلیات پرشوری از این دوران می‌توان یافت.
روایت اول
دکتر فرامرزی در کتاب طالب و زهره یا طالب طالبا داستان این عاشق و معشوق را این‌گونه نقل کرده‌است: در حدود سال ۱۰۰۵ هجری پسری از اعیان طایفهٔ آمل را به مکتب می‌سپارند. او با اشتیاق فراوان علوم رایج زمانه را فرامی‌گیرد. پس از چندی در همان مکتبخانه عاشق دختری به نام زهره می‌شود که هم‌شاگردیش بود. پس از مدتی بین آن دو مراوده و دوستی برقرار می‌گردد. از آن‌جایی که با هم همسایه بودند، طالب هر روز از دیوار خانه‌اش بالا می‌رفت و زهره هم به بهانهٔ یافتن چیزی کنار پنجره می‌آمد و این دو با هم ارتباط برقرار می‌کردند. از طرفی در مکتب‌خانه هم وقتی درنبود «ملا قربان» جانشین او «مشهدی علی مردان» ادارهٔ مکتب را به عهده می‌گرفت، طالب و زهره از فرصت استفاده نموده در کنار هم می‌نشستند و به این احساس عاشقانه ادامه می‌دادند. در این دلبستگی‌ها و مراودات بود که طالب گردن‌بند موروثی مادرش را به یادگار به زهره می‌دهد.
طولی نکشید که ماجرای عشق آن‌ها برملا شد و زهرهٔ عاقل به طالب هشدار می‌دهد که تا دیر نشده به خواستگاریاش بیاید؛ چرا که برای او خواستگار دیگری به نام «قادر» پیدا شده‌است، در این بین نامادری طالب بهانه می‌آورد و می‌خواهد خواهرزاده‌اش را به طالب بدهد. این نامادری به بهانه‌ای او را به گالشی می‌فرستد، بالآخره بعد از کشمکش زیاد طالب به خواستگاری زهره می‌رود اما قادر راه را بر او می‌بندد. برادر زهره هم با تبرزین طالب را مجروح می‌کند. زهره که بعداً متوجه می‌شود، سخت ناراحت شده و به شکل درویشی درمی‌آید و از حال طالب خبر می‌گیرد، بالآخره درمی‌یابد طالب از مرگ نجات یافت.
از طرف دیگر، نامادری زهره هم که مرتب از خواستگار زهره یعنی قادر پول و هدایا می‌گیرد، برای دور کردن طالب از زهره در ماهی آزادی که طالب برای زهره صید کرد و هدیه آورده بود، داروی بیهوشی ریخته، به دست زهره می‌دهد. زهره که از این ماجرا بی‌خبر است این غذا را به طالب می‌دهد و او هم با خوردن آن بی‌هوش شده و برای مدتی عقلش را از دست می‌دهد. طالب که فکر می‌کرد زهره دانسته دست به چنین کاری زده، او را به بی‌وفایی و خیانت متهم کرده، با ناراحتی از آمل گریخته، به کاشان می‌رود اما زهرهٔ بی‌قرار هرچه مویه می‌کند و می‌گردد او را نمی‌یابد و وقتی می‌فهمد طالب به شهری دوردست رفته‌است با گردنبندی که از او به یادگار گرفته‌است خود را خفه می‌کند تا بمیرد که در این کار موفق نمی‌شود. زهره پس از نجات از مرگ ازدواج می‌کند.
طالب که به هند رفته و در آن‌جا به افتخار رسیده در سال ۱۰۳۶ درمی‌گذرد. وقتی خبر مرگ او به زهره می‌رسد، از داغ و فراق و مرگ طالب آشفته شده، کنار رودخانه‌ای می‌رود و از ماهی سراغ طالب را می‌گیرد؛ چرا که قبلاً چند بار طالب و زهره به آن‌جا رفته بودند. زهره که در عالم خیال و رؤیا و به یاد دوران گذشته با ماهیان صحبت می‌کند، دیگر به خانه برنمی‌گردد و برای همیشه ناپدید می‌شود. (گودرزی، ۱۳۷۶: ۲۴–۲۱)
روایت دوم
طالب گالشی است زهرهٔ زرنگار، دختر پادشاه، که در یک میدان کشتی عاشقش می‌شود. زهره اناری را در دستمال می‌پیچد و به طالب می‌دد و می‌گوید آن را باز نکن که اگر چنین کنی دیوانه می‌شوی. اما طالب دستمال را باز می‌کند و دیوانه می‌شود و از همان‌جا شاعر می‌شود. عشق و عاشقی طالب و زهره عالمگیر می‌شود تا این‌که طالب با رقیبی کج‌خلق به نام «قادر» رو به رو می‌شود و در نهایت «جونکا» ی قادر را از پای درمی‌آورد. گاوهای طالب آن‌قدر زیاد بودند که قابل شمارش نبود. وقتی طالب داروی بیهوشی خورد، پَر آبی را آتش زد و آبی حاضر شد و یک‌شبه طالب و برادرش را به هندوستان برد و به قدرت الهی طالب به‌سرعت زبان هندی را آموخت.
طالب پس از سختی‌های فراوان به قدرت الهی دوباره در هندوستان صاحب گاو زیادی می‌شود. او حدود چهل سال در هند می‌ماند و ریشش بسیار بلند می‌شد. قلی پس از سال‌ها به دنبال طالب می‌رود و به او می‌گوید بیا که ما گرفتار دست حاکم شده‌ایم و او می‌خواهد زهره را بگیرد. بالآخره طالب به سمت پامال حرکت می‌کند ولی وقتی می‌رسد که شب عروسی زهره‌است. طالب به عروسی می‌رود و شروع می‌کند به «لله وازدن». زهره وقتی صدای «لله وا» را می‌شنود غش می‌کند. طالب بعداً خواب‌نما می‌شود که اگر در چشمهٔ رودبار آب‌تنی کند دوباره جوان می‌شود. او هم وارد چشمه می‌شود و دوباره جوان هجده‌ساله شده و با زهره ازدواج می‌کند و چندین سال پادشاه آمل می‌شود. (یزدان یزدانی)
روایت سوم
طالب و زهره عاشق و معشوق هم بودند. طالب معجزه کرده بود، برادر زهره طالب را به قصد کشتن می‌زند و طالب همهٔ مال و اموالش را رها می‌کند و به «جزیرهٔ هند» می‌رود؛ زهره هم مسؤول گاو و مال و اموال طالب می‌شد. طالب زمانی که قصد کوچ از آمل را داشت، مقداری از آب‌دهان خویش را در دهان پسربچه‌ای ریخت که مواظب گوساله‌ها بود. وقتی آن پسربچه آب‌دهان طالب را قورت داد، قادر شد صدای تمام حیوانات را بشنود. زهره هم این پسر بچه را مختاباد کرد. پس از مدتی سبزعلی به دنبالش برادرش طالب راه می‌افتد و با سؤال‌کردن از درختان و کبوتران و ماهی‌ها متوجه می‌شود که او در هندوستان است. طالب هفت سال در هندوستان بود و در این هفت سال از اندوه نامزدش هرگز ریش خود را کوتاه نکرد.
بالآخره پادشاه به خواستگاری زهره آمد و وقتی زهره تن به ازدواج نداد گفت تو را برای پسرم می‌خواهم. پادشاه به هر ترفندی بود زهره را راضی کرد و او را به عقد پسرش درآورد. طالب همان‌جا خواب دید که زهره دارد ازدواج می‌کند. طالب از هندوستان آمد و خودش را به «تلار سر» رساند ولی کسی او را نمی‌شناخت. او شروع کرد به لله‌وازدن. از صدای لله وا تمام گاوها جمع شدند. بالآخره آن پسربچه از خانهٔ ارباب آمد و فهمید که طالب برگشته‌است.
طالب که به عروسی رفت، زهره را دید که روی تخت نشسته‌است و عروس شده‌است. از آن طرف هم زهره که از برگشت طالب بو برده بود، با شنیدن «لله وا» اطمینان یافت که طالب برگشته‌است و به همین دلیل هم لباس عروسی و زیورآلاتش را از تنش درآورد و گفت طالب من آمد. طالب را به حمام بردند، لباسش را عوض کردند و ریشش را زدند. طالب برای زهره پیغام داد من با همین لباس می‌روم «تلارسر» و از او خواست صبح فردا به آن‌جا بیاید چون عمرشان تمام است. صبح فردا زهره نزد طالب رفت و به محض این‌که به هم رسیدند، همدیگر را در آغوش گرفتند و «دل هر دو پاره شد» و همان دم مردند. (علی‌محمد نعمتی)

## مرگ زهره
پس از اینکه خبر مرگ طالب به ایران و آمل می‌رسد غوغای عظیم در این خطه برپا می‌شود. زهره معشوقهٔ طالب که ماجرای عشق او به طالب زبانزد مردمان شده بود دیگر تاب نیاورده و هر روز در کنار رودخانه هراز آمل به مرثیه سرایی مشغول بود تا اینکه دیگر اثری از او نیافتند. در باور عامیانه مردم مازندران زهره در آب رودخانه هراز غرق شد تا به وصال طالب مجنون شیدائی خویش برسد.

### طالب طالبا
اشعار طالبا از مثنوی طالب و زهره می‌باشد. مضمون شعر، داستان عشق طالب به دختری به نام زهره است که از کودکی در مدرسه همدرس او بوده و مسایلی که دست به دست هم داده و مانع رسیدن آن‌ها به یکدیگر می‌شود. اشعار این منظومه بلند داستانی، منسوب به «ستی النسا» خواهر «طالب آملی» است که گویا آن را در فراق برادر سروده‌است. طالب طالبا ماندگارترین و شاید هم طولانی‌ترین تصنیف مازندرانی است که کمتر افراد اهل مازندران و شمال یا کسانی که به زبان تبری تکلم می‌کنند، ترانه آن را نشنیده باشد. خصوصاً کسانی که کمی سن و سال از آن‌ها گذشته باشد، با این ملودی بزرگ شدند و چه بسا خاطره‌های فراوانی از آن دارند. این قطعه از جمله شبه‌مقام‌های موسیقی مازندران است که از نوع رپرتوآر آوازی است. طالب در گستره استان مازندران و حتی گستره فرهنگی مازندران خواهان و طرفداران زیادی دارد و بی‌تردید بسیاری عاشق این ملودی تاریخی مازندران هستند. اینکه ملودی و آهنگ طالب، این‌همه در بین مازندرانی‌ها رواج دارد، باید یک دلیل تاریخی و در عین حال عاطفی داشته باشد. هیچ ترانه یا شعری بی‌جهت و بدون دلیل، نه ماندگار می‌شود و نه آنکه در طول تاریخ طرفداران زیادی پیدا می‌کند. شعری که برای طالب خوانده می‌شود، نه از زبان او، که از زبان خواهر طالب است. در حقیقت این ترانه، ترانه‌ای مادرانه یا زنانه است که بیشتر مردان مازندرانی هم آن را اجرا می‌کنند. کمتر اتفاق افتاده‌است که این ترانه را زنان بخوانند. با وجودی که فضای شعر به‌گونه‌ای است که رگه‌های عاطفی آن قوی و زبان آن هم نرم و لطیف است؛ اما شعر را مردان می‌خوانند. طالب‌خوانی خیلی هم راحت نیست، که هر کسی بتواند آن را بخواند. شاید برخی از خوانندگان و خاصه هنرمندان مازنی از ترکیب طالب‌خوانی راضی نباشند، یا به همان طالبا رضایت بدهند، ولی واقعیت این است که نوع ترانه یا ملودی‌ای که در طالب اجرا می‌شود، منحصربه‌فرد است و حتی اگر بتوان برپایه آن آهنگ و ترانه تازه‌ای ساخت و خواند؛ اما هیچ‌گاه طالب نمی‌شود. فضای آهنگ طالب در عین حالی که سوزناک است، اما عاشقانه و تقریباً ضربی است. گرچه ملودی آن در شنونده ایجاد حرکت آنی نمی‌کند، اما آهنگش به‌گونه‌ای است که شنونده‌های آن کاملاً از آن لذت می‌برند. این قطعه فضای نوستالژیکی دارد که خیلی‌ها را به گذشته‌شان می‌برد. سه شخصیت در ترانه طالب وجود دارد، اولی خود طالب است که شعر برپایه روایت زندگی او قرار دارد؛ دومی شخصیتی منفی است که راوی او را عامل دربه‌دری طالب می‌داند و آن هم نامادری اوست؛ سومی که خود راوی است. راوی یا خواهر طالب، گرفتاری‌های برادرش را با زبان شعر و موسیقی بیان می‌کند. طالب ترانه‌ای است که هم شکوه می‌کند و هم جوینده است، در آن نمادهای طبیعی جان گرفته و وظیفه مهمی را به عهده می‌گیرند و آن هم این است که باید نشانی طالب را به شاعر بگویند. در طبیعت مازندران، همه عناصر طبیعی در خدمت شاعر یا راوی قرار می‌گیرد و با شعر یگانه می‌شود.

## طالب و جهان
- همایش‌ها

در سال‌های گذشته دو همایش بین‌المللی طالب آملی برگزار گریده است. نخستین همایش در اردیبهشت ۱۳۹۰ با حضور شاعران و ادیبان از کشورهای هندوستان، افغانستان، پاکستان و مالزی در آمل برگزار شد و ۱۰۵ اثر محققان و اندیشمندان کشور به همراه پنج اثر از تاجیکستان، ترکیه، پاکستان و قطر به دبیرخانه این همایش ارسال شد.
- کشورهای دیگر

طالب آملی در کشورهای هندوستان، افغانستان، پاکستان و قطر یکی از شاعران محبوب است.

## مرگ
دربارهٔ سال مرگ طالب نیز سه نظر موجود است ۱۰۳۶-۱۰۴۰-۱۰۳۵ که از آن میان ۱۰۳۶ به نظر صحیح تر می‌آید ریحانه الادب، قاموس الاعلام، شمع انجمن، خلاصه الاشعار، میخانه و غیره نیز این نظر را تأیید می‌کنند. از یک یادداشت جهانگیر شاه بر می‌آید که مرگ طالب در اردیبهشت ماه اتفاق افتاده‌است و نیز مؤلف ریحانه الادب مدفن طالب را در لاهور ثبت کرده‌است. بعضی‌ها بر این نظر هستند طالب شاعر گرانسنگ خطه مازندران پس از آنکه ۸ سال بر قله رفیع ادبیات فارسی جلوه نمایی کرد در سال ۱۰۳۶ هجری قمری در حالی که ۴۹ سال از عمرش می‌گذشت رخ در نقاب خاک کشید و پیکرش در شهر فاتح پور سیکری نزدیک آگره در جوار مقبره اعتمادالدوله سرپرست و دوست گرامی طالب و صدراعظم معروف جهانگیر بخاک سپرده شد.

## پی‌نوشت
1. ↑  «طالب آملی در ردیف ادبای برتر در ابیات شعری لقب گرفت». خبرگزاری مهر | اخبار ایران و جهان | Mehr News Agency. ۲۰۱۱-۰۵-۱۷. دریافت‌شده در ۲۰۲۳-۱۲-۲۳.
2. ↑  «طالب آملی نویسنده کتاب افروختن و سوختن و جامه دریدن». فروشگاه اینترنتی ایران کتاب. دریافت‌شده در ۲۰۲۳-۱۲-۲۳.
3. ↑  ذبیح‌الله صفا. تاریخ ادبیات در ایران. تهران: فردوس، چ ۷، ۱۳۷۳، ج۵، ب۲، ص ۱۰۵۶–۱۰۵۷.
4. ↑  عبدالحسین زرین‌کوب، سیری در شعر فارسی. تهران: نوین، چپ۱، پ۱۳۶۳، ص۱۱۴.
5. ↑  طالب آملی در ردیف ادبای برتر در ابیات شعری
6. ↑  طالب آملی / ایران کتاب
7. ↑  فلاح، «طالب آملی؛ از واقعیت تا افسانه»، انسان‌شناسی و فرهنگ.
8. ↑  (مثنوی طالب و زهره طالب طالبا، ص ۸۵)
9. ↑  سدارنگانی، پارسی‌گویان هند و سند.
10. ↑  فلاح، «طالب آملی؛ از واقعیت تا افسانه»، انسان‌شناسی و فرهنگ.
11. ↑  سدارنگانی، پارسی‌گویان هند و سند.
12. ↑  سدارنگانی، پارسی‌گویان هند و سند.
13. ↑  فلاح، «طالب آملی؛ از واقعیت تا افسانه»، انسان‌شناسی و فرهنگ.
14. ↑  سدارنگانی، پارسی‌گویان هند و سند.
15. ↑  سدارنگانی، پارسی‌گویان هند و سند.
16. ↑  فلاح، «طالب آملی؛ از واقعیت تا افسانه»، انسان‌شناسی و فرهنگ.
17. ↑  فلاح، «طالب آملی؛ از واقعیت تا افسانه»، انسان‌شناسی و فرهنگ.
18. ↑  فلاح، «طالب آملی؛ از واقعیت تا افسانه»، انسان‌شناسی و فرهنگ.
19. ↑  فلاح، «طالب آملی؛ از واقعیت تا افسانه»، انسان‌شناسی و فرهنگ.
20. ↑  فلاح، «طالب آملی؛ از واقعیت تا افسانه»، انسان‌شناسی و فرهنگ.
21. ↑  فلاح، «طالب آملی؛ از واقعیت تا افسانه»، انسان‌شناسی و فرهنگ.
22. ↑  معین، دکتر محمد، (۱۳۷۱) فرهنگ فارسی، مؤسسهٔ انتشارات امیر کبیر
23. ↑  ذبیح‌الله صفا، (۱۳۶۸)، تاریخ ادبیات در ایران، (ج پنجم قسمت دوم) تهران، انتشارات فردوسی
24. ↑  صمد بهرنگی، (۱۳۷۷) قصه‌های بهرنگ، تهران، انتشارات بهرنگ
25. ↑  مقدمه دیوان طالب
26. ↑  فلاح، «طالب آملی؛ از واقعیت تا افسانه»، انسان‌شناسی و فرهنگ.
27. ↑  فلاح، «طالب آملی؛ از واقعیت تا افسانه»، انسان‌شناسی و فرهنگ.
28. ↑  طالب آملی و  طاهری شهاب، کلیات طالب آملی، فهرست‌نویسی.
29. ↑  فلاح، «طالب آملی؛ از واقعیت تا افسانه»، انسان‌شناسی و فرهنگ.
30. ↑  فلاح، «طالب آملی؛ از واقعیت تا افسانه»، انسان‌شناسی و فرهنگ.
31. ↑  فلاح، «طالب آملی؛ از واقعیت تا افسانه»، انسان‌شناسی و فرهنگ.
32. ↑  فلاح، «طالب آملی؛ از واقعیت تا افسانه»، انسان‌شناسی و فرهنگ.
33. ↑  فلاح، «طالب آملی؛ از واقعیت تا افسانه»، انسان‌شناسی و فرهنگ.
34. ↑  فلاح، «طالب آملی؛ از واقعیت تا افسانه»، انسان‌شناسی و فرهنگ.
35. ↑  فلاح، «طالب آملی؛ از واقعیت تا افسانه»، انسان‌شناسی و فرهنگ.
36. ↑  فلاح، «طالب آملی؛ از واقعیت تا افسانه»، انسان‌شناسی و فرهنگ.
37. ↑  فلاح، «طالب آملی؛ از واقعیت تا افسانه»، انسان‌شناسی و فرهنگ.
38. ↑  تاریخ ادبیات ایران/ ذبیح اله صفا. - تهران: ققنوس، ۱۳۷۳
39. ↑  نعمانی هندی، علامه شبلی، ۱۳۶۳، شعر العجم یا تاریخ شعر و ادبیات ایران، ترجمهٔ سید محمد تقی فخر داعی گیلانی، تهران، دنیای کتاب